# Giambattista Ramusio
Giambattista Ramusio, född 1485, död 1557, venetiansk skriftställare, diplomat och ämbetsman. Född i Trieste kom Ramusio efter en diplomatisk karriär att sluta som en av staten Venedigs styrande i Tiomannarådet. Idag främst känd för sitt verk Delle navigationi e viaggi som utkom under 1550-talet och innehåller återberättelser om geografiska expeditioner till olika delar av världen, bland andra Marco Polo och Magellans.